# Interstate 2
Interstate 2 (skrótowo I-2) – częściowo ukończona amerykańska autostrada międzystanowa biegnąca przez południową część doliny Rio Grande, w południowym Teksasie. Rozpoczyna się na skrzyżowaniu z drogami U.S. Route 83 (US 83) i U.S. Route 83 Business (Bus. US 83) w Peñitas, skąd biegnie w kierunku wschodnim. Kończy się na węźle z Interstate 69E, U.S. Route 77 (US 77) i U.S. Route 83 w Harlingen. Na całej długości ma wspólny przebieg z U.S. Route 83. Arteria jest równoległa do meksykańskiej federalnej drogi nr 2, innej głównej drogi wschód-zachód leżącej wzdłuż granicy USA-Meksyk po meksykańskiej stronie rzeki Rio Grande. Po ukończeniu, zachodni kraniec trasy będzie znajdował się w mieście Laredo. I-2 jest jedną z relatywnie niedawno wytyczonych autostrad międzystanowych; została oznakowana w 2013 roku. Budowa magistrali jest częścią planu rozszerzenia sieci autostrad na południowy Teksas, gdzie znajdują się trzy odgałęzienia Interstate 69. Obecnie łączy się z I-69E oraz I-69C, natomiast po przedłużeniu do Laredo połączy się także z I-69W. Według stanu na 2022 rok drogi te nie są połączone z resztą sieci.

## Opis trasy
I-2 rozpoczyna się w Peñitas, na jednopoziomowym skrzyżowaniu z U.S. Route 83 i U.S. Route 83 Business. Autostrada biegnie przez dolinę Rio Grande w kierunku wschodnim, jako dwujezdniowa – po dwa pasy ruchu w każdym kierunku. Trasa skręca w kierunku południowo-wschodnim na wysokości Mission i omija McAllen od strony południowej, biegnąc w pobliżu portu lotniczego McAllen. Następnie odbija w kierunku północno-wschodnim koło Pharr, gdzie krzyżuje się z autostradą I-69C i drogą U.S. Route 281, na północ od centrum. Kontynuując przebieg na wschód, autostrada omija małe miasteczka, mniej więcej równolegle do U.S. Route 83 Business. Kończy się na wielopoziomowym węźle z I-69E, U.S. Route 77 i U.S. Route 83 w Harlingen.

## Historia

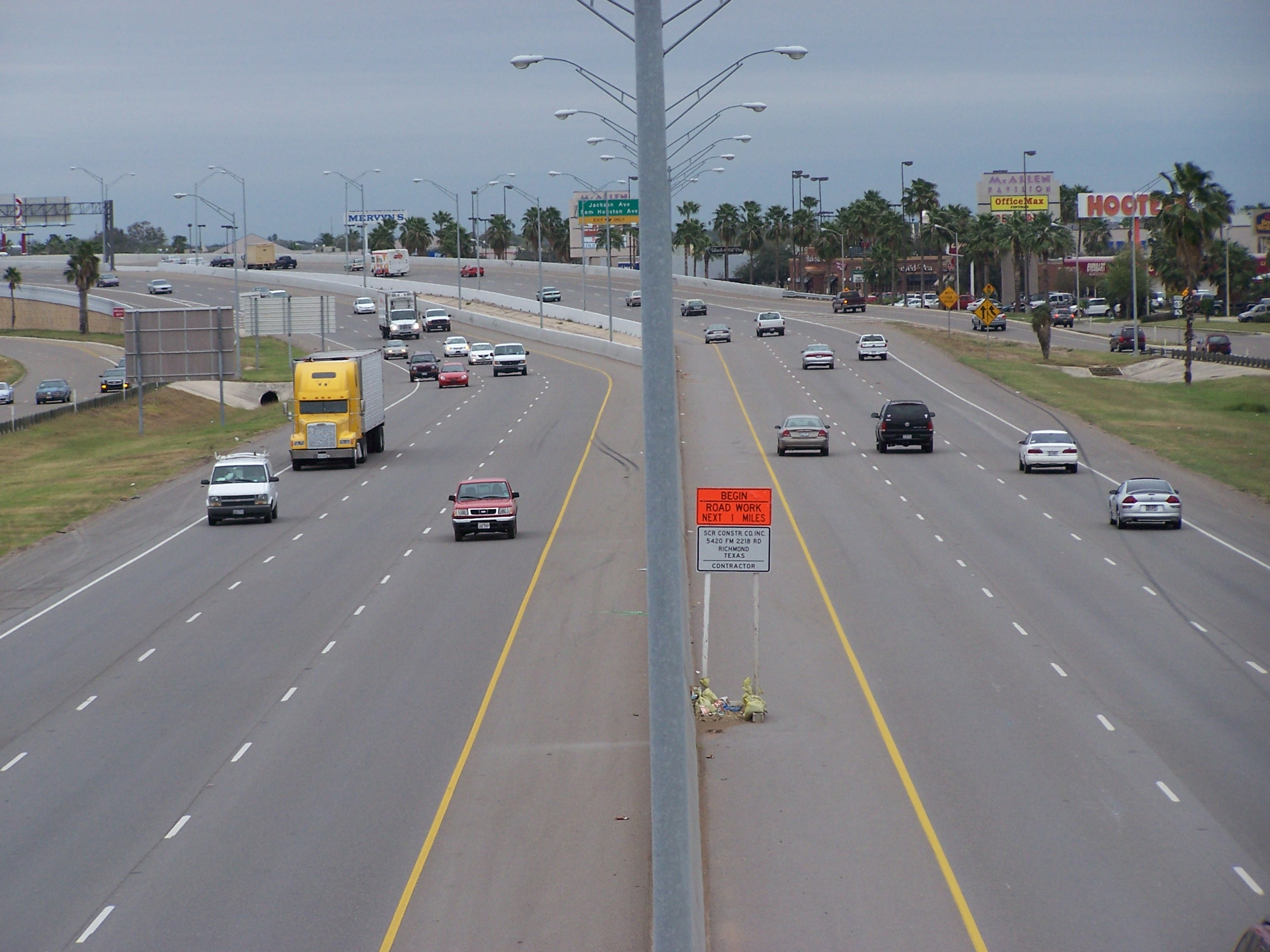
Obecny wspólny odcinek I-2 i U.S. Route 83 w dzielnicy handlowej McAllen (2005)

1 kwietnia 2013 roku Komisja Transportu w Teksasie zwróciła się z wnioskiem o przydzielenie oznaczenia I-2 na odcinku US 83 z Palmview do Harlingen. Wniosek został zaakceptowany w maju tego roku na spotkaniu z przedstawicielami Amerykańskiego Zjednoczenia Funkcjonariuszy Dróg Stanowych i Transportu (ang. American Association of State Highway and Transportation Officials (AASHTO)). Odcinek drogi o długości 47 mil (76 km) został zbudowany jako droga o ograniczonym dostępie. Łączy się z I-69E w Harlingen i z I-69C w Pharr. 24 maja 2013 roku Federalna Administracja Drogowa (ang. Federal Highway Administration (FHA)) zezwoliła na wykorzystanie numeru drogi, a 30 maja tego samego roku zgodę wydała Komisja Transportu w Teksasie. Doprowadziło to nie tylko do wyznaczenia przebiegu I-2, ale również odcinków I-69E z Brownsville do Raymondville, I-69C z Pharr do US 281 koło Edinburga oraz Interstate 369 i krótkiego odcinka U.S. Route 59 na zachód od Texarkany, które docelowo będą częścią planowanego łącznika – o długości 115 mil (185 km) – między I-69 w Tenaha a Texarkaną. Plany te dodały ponad 100 mil (160 km) dróg do sieci autostrad międzystanowych w dolinie Rio Grande. Latem 2013 roku zainstalowano stosowne oznakowanie.

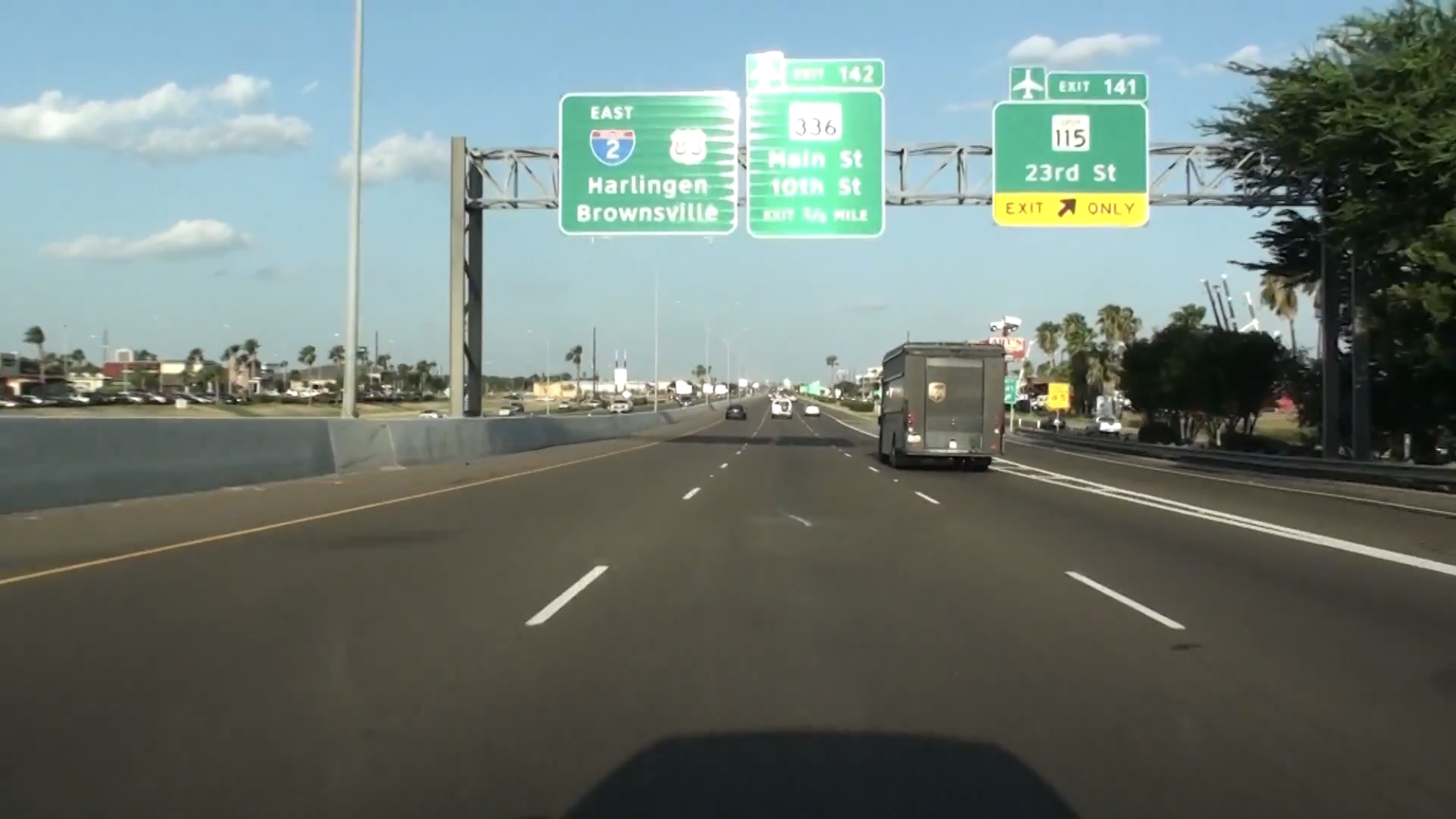
Wschodnia jezdnia autostrady I-2 (razem z US 83), w kierunku Harlingen i Brownsville

Według stanu na lipiec 2021 roku skupisko dróg w dolinie Rio Grande, składające się z wyznaczonych odcinków I-2, I-69C i I-69E nie jest połączone z siecią autostrad międzystanowych. Sytuacja ta ma się zmienić w wyniku realizacji planów dokończenia I-69E wzdłuż US 77 między Raymondville a Robstown, a także ukończenia odcinka dawniej przynależnego do korytarza I-69, łączącego się z Interstate 37 na zachód od Corpus Christi. Na mocy dokumentu wydanego 13 lipca 2012 roku Agencja Ochrony Środowiska (ang. Environmental Protection Agency (EPA)) zezwoliła na przebudowę 91 mil (146 km) drogi US 77 do standardów autostrady międzystanowej, włączając w to obwodnice miejscowości leżących przy trasie. Uzyskanie funduszy na realizację przedsięwzięcia zakładano na okres po 2015 roku.

## Przyszłość
Z powodu rosnącego natężenia ruchu trwa budowa 9-milowego (14,4 km) odcinka omijającego La Joya. Powstaje on w dwóch etapach, a oddanie do użytku zaplanowano na maj 2023 r. Według Teksańskiego Departamentu Transportu (ang. Texas Department of Transport (TxDOT) koszt budowy obu etapów, z punktu na zachód od Palmview do punktu na wschód od Sullivan City ma wynieść 183 miliony dolarów.

## Węzły
Numeracja węzłów uwzględnia prawdopodobne ustanowienie zachodniego końca arterii I-2 w Laredo.

| Hrabstwo                | Lokalizacja            | mi    | km    | Numer węzła | Kierunki docelowe                                                                          | Uwagi |
| ----------------------- | ---------------------- | ----- | ----- | ----------- | ------------------------------------------------------------------------------------------ | --- |
| Hidalgo                 | Peñitas                | 0,00  | 0,00  |             | US 83 (zachód) / US 83 Bus. (wschód)                                                       | jednopoziomowe skrzyżowanie; zachodni kraniec; zachodni koniec wspólnego odcinka z US 83; zachodni koniec US 83 Bus.; kontynuacja drogi jako US 83 zachodnia (Expressway 83) |
| Hidalgo                 |                        |       |       |             | przyszła I-2 (zachód) / US 83 (obwodnica La Joya)                                          | planowane ukończenie w 2023 roku jako część US 83/I-2 |
| Hidalgo                 |                        | 1,09  | 1,75  | 130         | Showers Road                                                                               | brak numeru węzła w kierunku wschodnim |
| Hidalgo                 | Palmview               | 2,59  | 4,17  | 131         | FM 492 (Goodwin Road) / Abram Road                                                         | |
| Hidalgo                 | Palmview               | 4,45  | 7,16  | 133         | SH 364 (La Homa Road) / Bentsen Palm Drive                                                 | |
| Hidalgo                 | Mission                | 5,76  | 9,27  | 134         | US 83 Bus. / Inspiration Road                                                              | |
| Hidalgo                 | Mission                | 6,37  | 10,25 | 135         | Los Ebanos Road                                                                            | wiadukt w ciągu jezdni zachodniej nad linią kolejową w budowie (lipiec 2015)                                                                                                 |
| Hidalgo                 | Mission                | 7,51  | 12,09 | 136         | SH 107 (północ) / FM 1016 (południe) (Conway Avenue)                                       | |
| Hidalgo                 | Mission                | 8,53  | 13,73 | 137         | FM 396 (Bryan Road / Anzalduas Highway)                                                    | |
| Hidalgo                 | Mission                | 10,01 | 16,11 | 138         | FM 494 (Shary Road)                                                                        | |
| Hidalgo                 | McAllen                | 11,56 | 18,60 | 140         | FM 2220 (Ware Road)                                                                        | |
| Hidalgo                 | McAllen                | 12,59 | 20,26 | 141         | Spur 115 (23rd Street) / Main Street – Port lotniczy                                       | |
| Hidalgo                 | McAllen                | 13,54 | 21,79 | 142         | SH 336 (10th Street) / Main Street / 2nd Street – Port lotniczy                            | |
| Hidalgo                 | McAllen                | 14,64 | 23,56 | 143A        | McColl Road / 2nd Street                                                                   | brak bezpośredniego wyjazdu z jezdni zachodniej (oznakowane na węźle 143B)                                                                                                   |
| Hidalgo                 | McAllen                | 14,99 | 24,12 | 143B        | Jackson Avenue / Sam Houston Avenue                                                        | |
| Hidalgo                 | granica McAllen-Pharr  | 15,66 | 25,20 | 144         | US 83 Bus. FM 2061 / FM 3362 (Jackson Road)                                                | |
| Hidalgo                 | Pharr                  | 16,42 | 26,43 | 145         | Sugar Road / Polk Avenue                                                                   | |
| Hidalgo                 | Pharr                  | 17,22 | 27,71 | 146         | Interstate 69C / US 281 – Edinburg, Pharr                                                  | południowy koniec I-69C; węzeł numerowany jako 146A (część południowa) i 146B (część północna); wyjazdy z jezdni południowej I-69C o numerach 1A-B; trójpoziomowy            |
| Hidalgo                 | Pharr                  | 17,22 | 27,71 | 146C        | droga zbiorczo-rozprowadzająca                                                             | wyjazd tylko z jezdni wschodniej |
| Hidalgo                 | granica Pharr-San Juan | 18,24 | 29,35 | 147A        | Veterans Boulevard                                                                         | dawniej I Road |
| Hidalgo                 | San Juan               | 18,72 | 30,13 | 147B        | FM 1426 – San Juan                                                                         | |
| Hidalgo                 | San Juan               | 20,40 | 32,83 | 149         | FM 2557 (południe) (Steward Road) / Cesar Chavez Road                                      | bezpośredni dojazd do FM 2557 jedynie z jezdni wschodniej |
| Hidalgo                 | Alamo                  | 21,15 | 34,04 | 150A        | FM 907 (Alamo Road)                                                                        | |
| Hidalgo                 | Alamo                  | 21,90 | 35,24 | 150B        | Tower Road                                                                                 | |
| Hidalgo                 | Donna                  | 23,41 | 37,67 | 152         | FM 1423 (Val Verde Road)                                                                   | |
| Hidalgo                 | Donna                  | 24,66 | 39,69 | 153         | Hutto Road                                                                                 | |
| Hidalgo                 | Donna                  | 25,52 | 41,07 | 154         | Spur 433 (Main Street)                                                                     | |
| Hidalgo                 | Donna                  | 26,23 | 42,21 | 155A        | FM 493 (Salinas Boulevard)                                                                 | |
| Hidalgo                 |                        | 27,03 | 43,50 | 155B        | Victoria Road / Midway Road                                                                | |
| Hidalgo                 | Weslaco                | 28,42 | 45,74 | 157         | Westgate Driver / Mile 6 West Road                                                         | |
| Hidalgo                 | Weslaco                | 29,42 | 47,35 | 158         | FM 88 (Texas Boulevard)                                                                    | |
| Hidalgo                 | Weslaco                | 30,45 | 49,00 | 159         | Airport Drive / Pike Boulevard                                                             | obsługuje lotnisko Mid Valley |
| Hidalgo                 | Weslaco                | 31,64 | 50,92 | 160         | FM 1015 (International Boulevard)                                                          | |
| Hidalgo                 | Mercedes               | 32,79 | 52,77 | 161         | Spur 31 (Mile 2 West Road)                                                                 | |
| Hidalgo                 | Mercedes               | 34,19 | 55,02 | 163A        | Vermont Avenue                                                                             | |
| Hidalgo                 | Mercedes               | 34,64 | 55,75 | 163B        | FM 491 (Texas Avenue)                                                                      | |
| Hidalgo                 | Mercedes               | 35,87 | 57,73 | 164         | Mile 1 East Road                                                                           | |
| Hidalgo                 | Mercedes               | 36,88 | 59,35 | 165         | FM 1425 (Mile 2 East Road)                                                                 | |
| granica Hidalgo-Cameron | Mercedes               | 37,87 | 60,95 | 166         | Mile 3 East Road                                                                           | |
| Cameron                 | La Feria               | 39,09 | 62,91 | 167         | FM 2556 (Solis Road)                                                                       | brak bezpośredniego wyjazdu z jezdni zachodniej (oznakowane na węźle 166) |
| Cameron                 | La Feria               | 39,52 | 63,60 | 168         | Rabb Road                                                                                  | brak bezpośredniego wyjazdu z jezdni wschodniej (oznakowane na węźle 167) |
| Cameron                 | La Feria               | 40,29 | 64,84 | 169         | FM 506 – La Feria, Santa Rosa                                                              | |
| Cameron                 |                        | 40,97 | 65,93 | 170         | FM 733 (Kansas City Road / White Ranch Road)                                               | |
| Cameron                 | Harlingen              | 42,93 | 69,09 | 171         | FM 800 (Bass Boulevard)                                                                    | |
| Cameron                 | Harlingen              | 43,90 | 70,65 | 172         | Alta Palmas Road                                                                           | |
| Cameron                 | Harlingen              | 44,75 | 72,02 | 173         | FM 3195 (Stuart Place Road)                                                                | |
| Cameron                 | Harlingen              | 46,50 | 74,83 | 174         | US 83 Bus. / Lewis Lane                                                                    | brak oznakowania U.S. Route 83 Business od strony jezdni zachodniej |
| Cameron                 | Harlingen              | 47,04 | 75,70 | 175         | Tyler Avenue (Spur 206 (wschód)) / Dixieland Road / Bass Pro Drive – śródmieście Harlingen | wyjazd tylko z jezdni wschodniej i wjazd tylko na jezdnię zachodnią; dojazd poprzez U.S. Route 83 Business; numer węzła 26C w ciągu I-96E                                    |
| Cameron                 | Harlingen              | 47,31 | 76,14 | 176         | I-69E / US 77 (północ) – Raymondville, Corpus Christi                                      | wyjazd tylko z jezdni wschodniej i wjazd na jezdnię zachodnią; numer węzła 26B w ciągu I-96; obsługuje Valley International Airport                                          |
| Cameron                 | Harlingen              | 47,31 | 76,14 |             | I-69E / US 77 / US 83 (południe) – Brownsville                                             | wschodni kraniec trasy; wschodni koniec wspólnego odcinka z US 83; numer węzła 26B w ciągu I-96E                                                                             |